# Křížová cesta (Klokoty)
Křížová cesta v Klokotech v Táboře se nachází v západní části města. Je chráněna jako nemovitá Kulturní památka České republiky.

## Historie
Křížovou cestu tvoří čtrnáct kamenných kapliček s mělkou nikou. V nice je kovový reliéf s pašijovým výjevem.
Křížová cesta v poutním místě Klokoty byla založena benediktiny koncem 17. století. Uměle navršená skalka Kalvárie se třemi kříži v půli cesty od kostela k Dobré vodě je památkou na její barokní úpravu. Současná zastavení pocházejí z doby kolem roku 1866. Kapličky mají v nikách kovové reliéfy, dodatečně rustikálně polychromované. Křížová cesta začíná u východní brány do ambitů a lemuje starou táborskou poutní cestu. Vede kolem kaple svatého Jana Nepomuckého a poté se obratem vrací zpět k poutnímu kostelu Nanebevzetí Panny Marie, založenému roku 1702. Obchází zprava kostel a hřbitov a na původní křížovou cestu alejí navazuje nad srázem nad Lužnicí a vede přes Kalvárii k Dobré vodě.

### Poutní místo

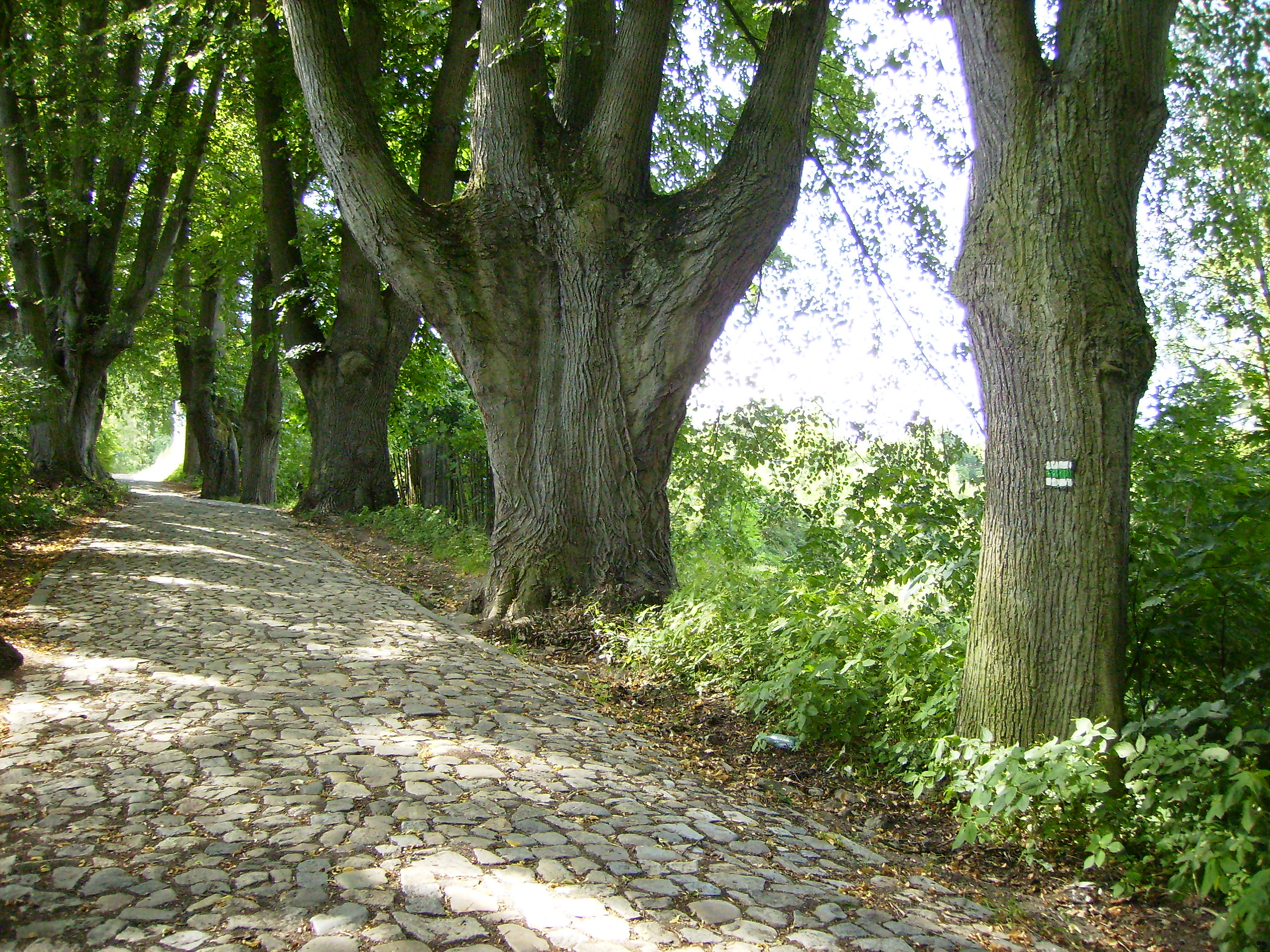
Cesta na Klokoty lemovaná památnou alejí

Stará poutní cesta vede z Tábora ulicí Klokotskou a odbočuje po schodech u vily Libuše do ulice Sady. Pod schody stojí kaplička svatého Jana Nepomuckého a o něco dále je při cestě skalka s pozůstatky mariánského obrazu. Cesta sestupuje pod sady s pozůstatky městského opevnění, překračuje lávku přes Tismenici a stoupá vzhůru ke kapli svatého Jana Nepomuckého. Odtud je cesta lemována zastaveními křížové cesty a vede okolo poutního areálu až ke kapli Panny Marie Klokotské zvané Dobrá voda. Celou cestu lemuje lipová alej z roku 1836.
Z Tábora vedly ke Klokotům dvě cesty, které se spojovaly u farního kostela. První z nich je popsaná poutní cesta, druhá začíná až za Bechyňskou branou a Tismenici u Ctiborova mlýna přechází přes kamenný mostek. Ke Klokotům vede starobylým úvozem a stojí při ní kaple svatého Antonína Paduánského. Na konci 15. století byl cíp pole mezi těmito poutními cestami nazýváno „Mezi cestami“.
Poutní tradici v Táboře dokládají četná provedení klokotského mariánského obrazu ve formě fresek, plastik nebo terakotových reliéfů na měšťanských domech. Mnohá z nich jsou dochována a restaurována.

### Galerie

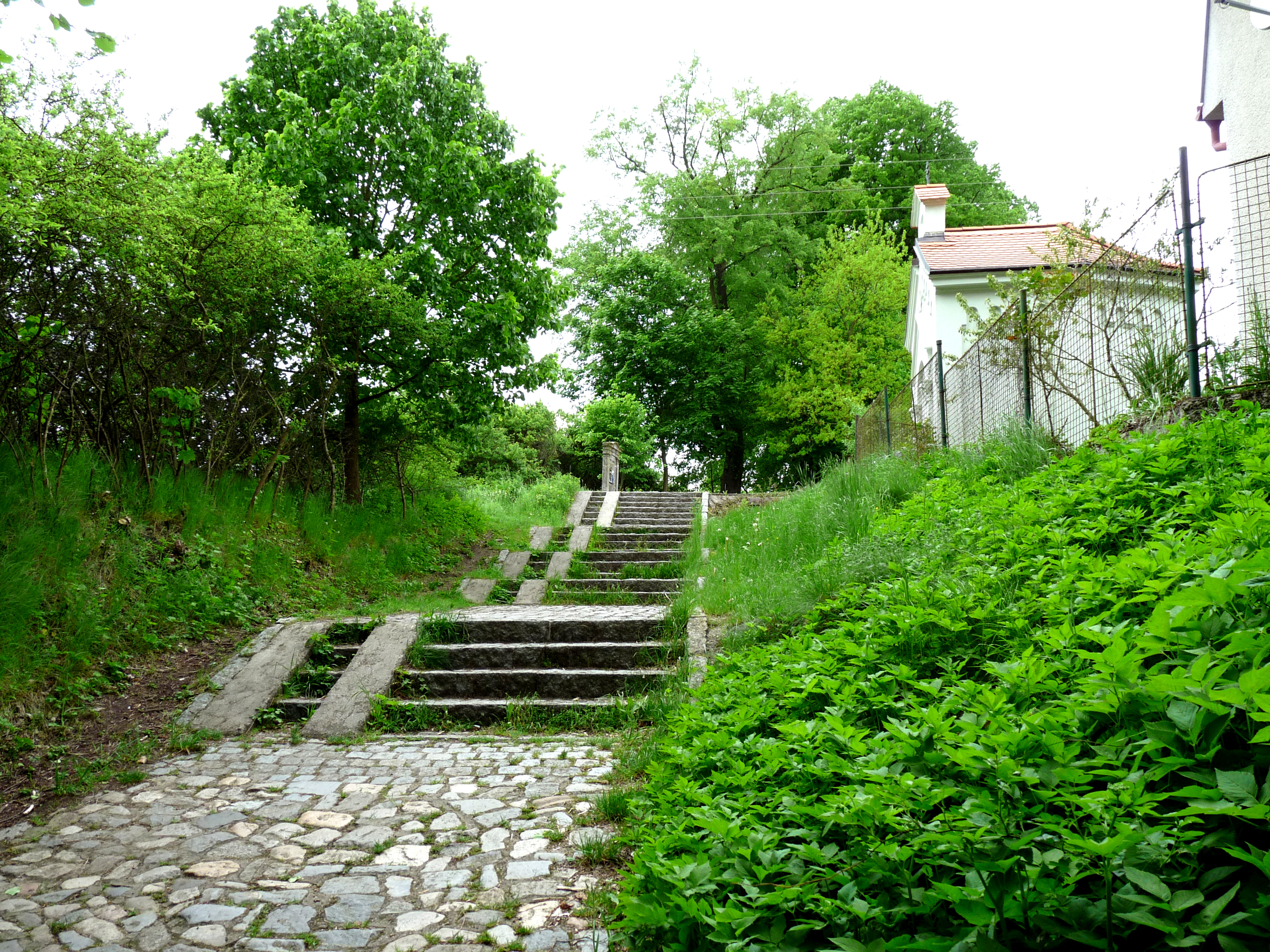
Klokotská lipová alej ve městě Tábor, Jihočeský kraj, památné stromořadí
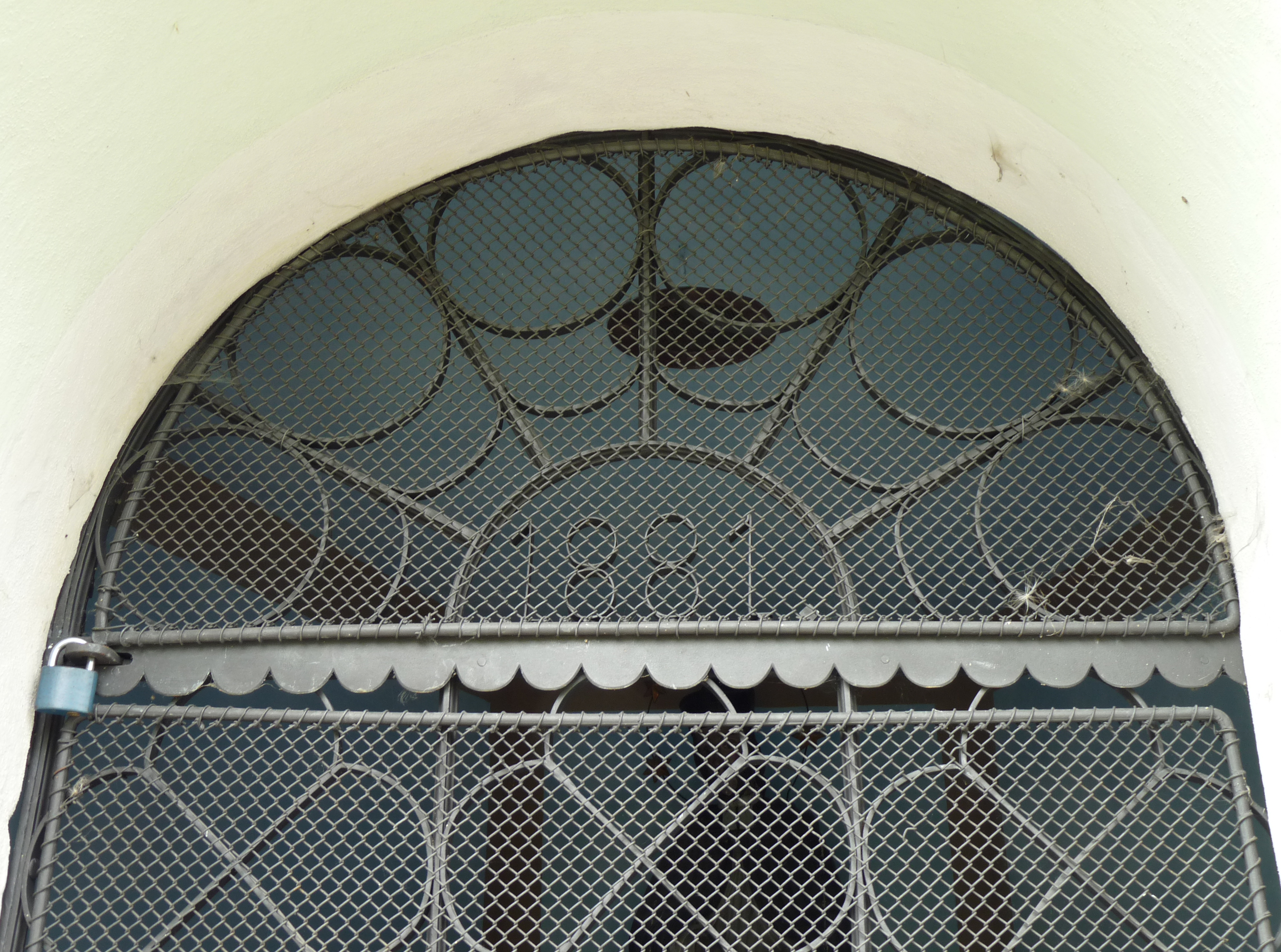
Portál kapličky sv. Jana Nepomuckého v Klokotech v Táboře, Jihočeský kraj s datací 1881.
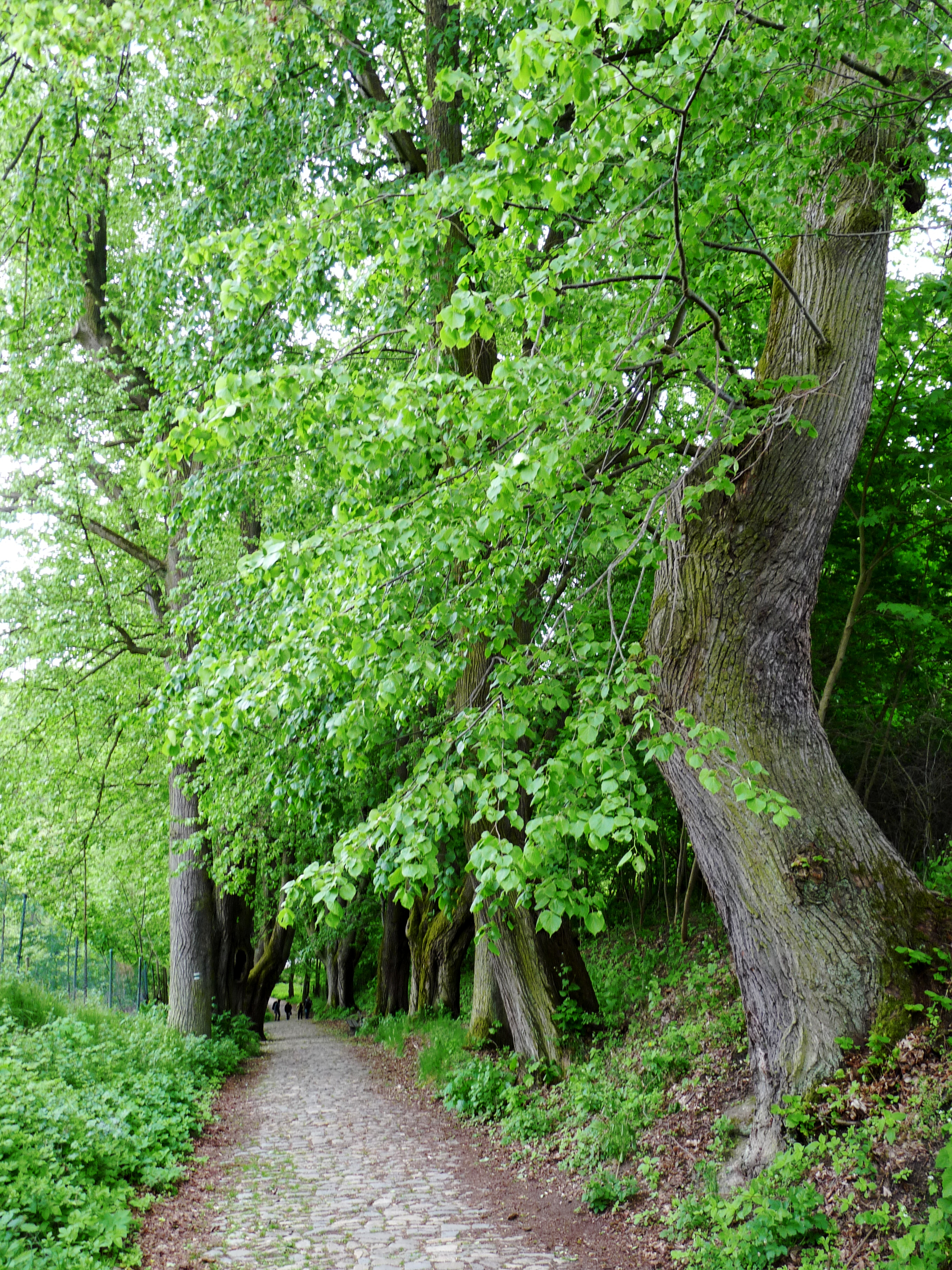
Klokotská lipová alej ve městě Tábor, Jihočeský kraj, památné stromořadí
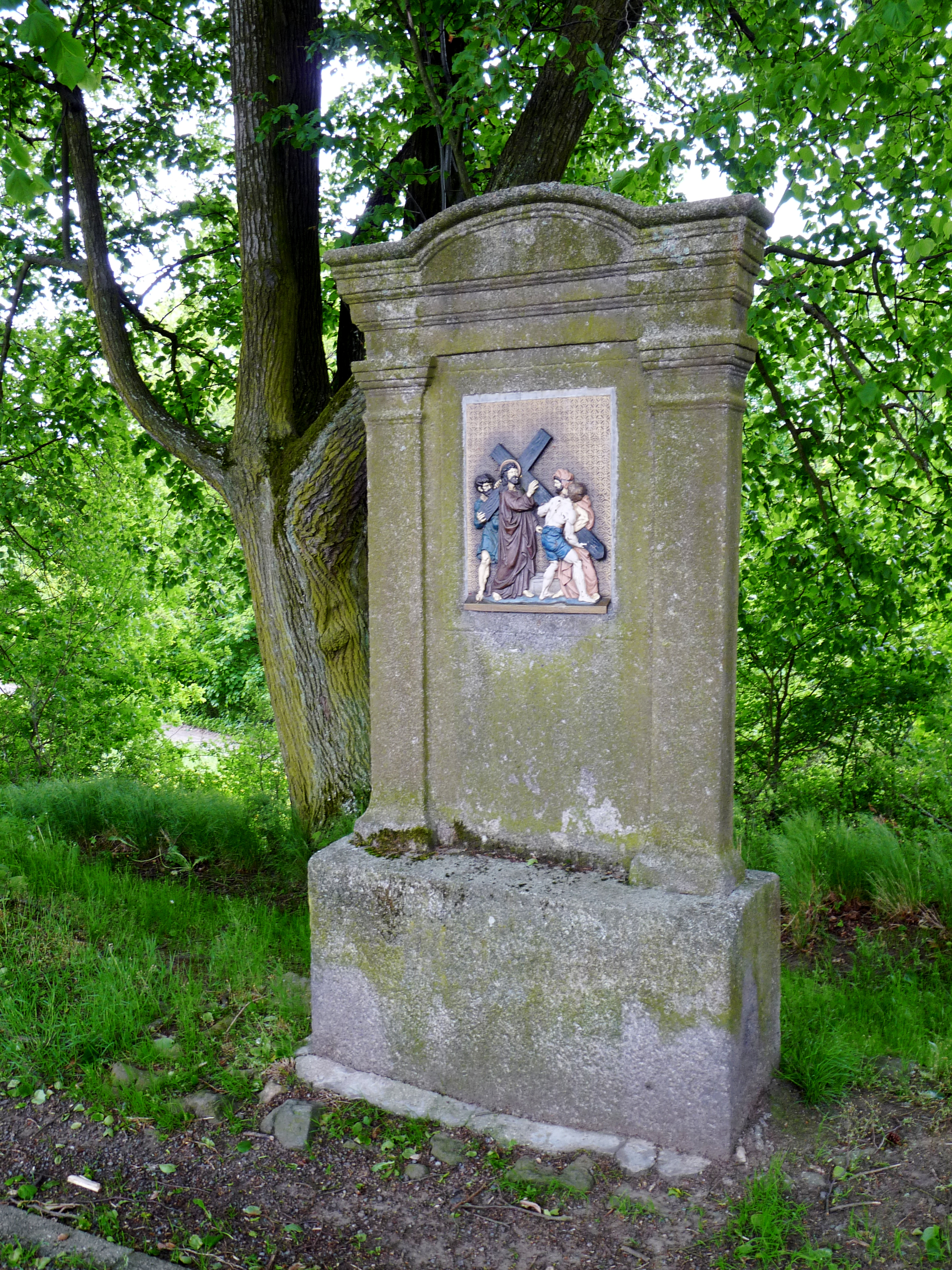
Křížová cesta v Klokotech v Táboře, Jihočeský kraj.
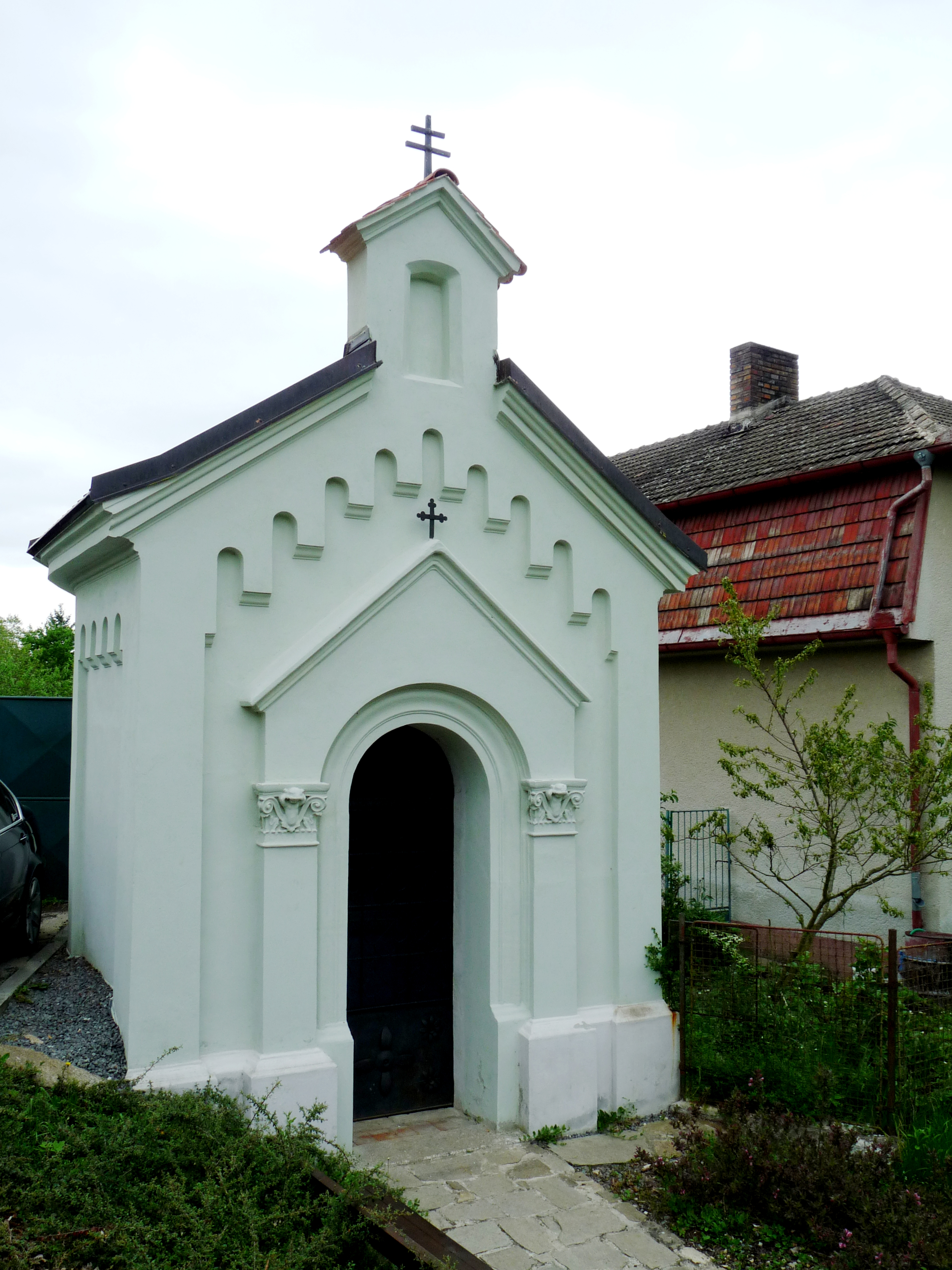
Kaplička sv. Jana Nepomuckého u domu čp. 857 v ulici Lipová alej v Klokotech v Táboře, Jihočeský kraj.